# La Libertad, Venustiano Carranza
La Libertad är en ort i Mexiko.   Den ligger i kommunen Venustiano Carranza och delstaten Puebla, i den sydöstra delen av landet, 190 km nordost om huvudstaden Mexico City. La Libertad ligger 332 meter över havet och antalet invånare är 689.
Terrängen runt La Libertad är huvudsakligen kuperad, men söderut är den platt. Runt La Libertad är det ganska tätbefolkat, med 65 invånare per kvadratkilometer. Närmaste större samhälle är Venustiano Carranza, 6,6 km norr om La Libertad. Omgivningarna runt La Libertad är en mosaik av jordbruksmark och naturlig växtlighet.